# Ferenc Szálasi
Ferenc Szálasi (n. 6 ianuarie 1897, Kassa, Austro-Ungaria – d. 12 martie 1946, Budapesta, Republica Ungară⁠(d)) a fost liderul partidului de extremă dreapta Partidul Crucilor cu Săgeți și al Mișcării Hungariste (Nyilaskeresztes Párt și Hungarista Mozgalom), prim-ministru al Ungariei până în ultimele zile de participare a Ungariei la cel de-al Doilea Război Mondial. Szálasi, care a avut o orientare politică fascistă, a fost judecat sub învinuirea de crime împotriva umanității și crime de război, condamnat și executat.

## Familia
Pe linie paternă a fost descendentul unei familii armene din Ibașfalău (azi Dumbrăveni). Bunicul său și-a schimbat numele din Szalosján (Saloșian) în Szálasi. Mama lui Ferenc Szálasi, Erzsébet Szakmár (1874–1963), a fost descendenta unei familii slovace sau rutene, fiind de confesiune greco-catolică.

## Viața
A intrat în armată la o vârstă tînără și a devenit ofițer. În 1935 a părăsit armata cu gradul de maior și și-a început cariera politică în calitate de membru al unor grupuri naționaliste de extrema dreaptă.

## Partidul Crucilor cu Săgeți
La alegerile din 23 februarie 1939 Szálasi a reușit să intre în parlamentul ungar, iar partidul lui Szálasi a devenit unul dintre cele mai mari formațiuni politice din Ungaria. La izbucnirea celui de-al Doilea Război Mondial, prim-ministrul Ungariei Pál Teleki a emis o ordonanță de urgență scoaterea în afara legii a Partidului Crucilor cu Săgeți. Parlamentul a legiferat ordonanța. La 19 martie 1944, Ungaria a fost ocupată de armata germană și premier a fost numit filogermanul Döme Sztójay, care fusese o perioadă lungă ambasadorul Ungariei la Berlin. Szálasi și suporterii lui erau liberi, Partidul Crucilor cu Săgeți a reintrat în legalitate. Szálasi, care se bucura de protecția dictatorului german Adolf Hitler, a devenit dușmanul premierului Sztójay. Szálasi a dispus arestarea regentului Miklós Horthy. În august 1944, Horthy îl destituise pe Sztójay, numindu-l în funcția de premier pe Géza Lakatos.

## Dictatura lui Szálasi și Holocaustul

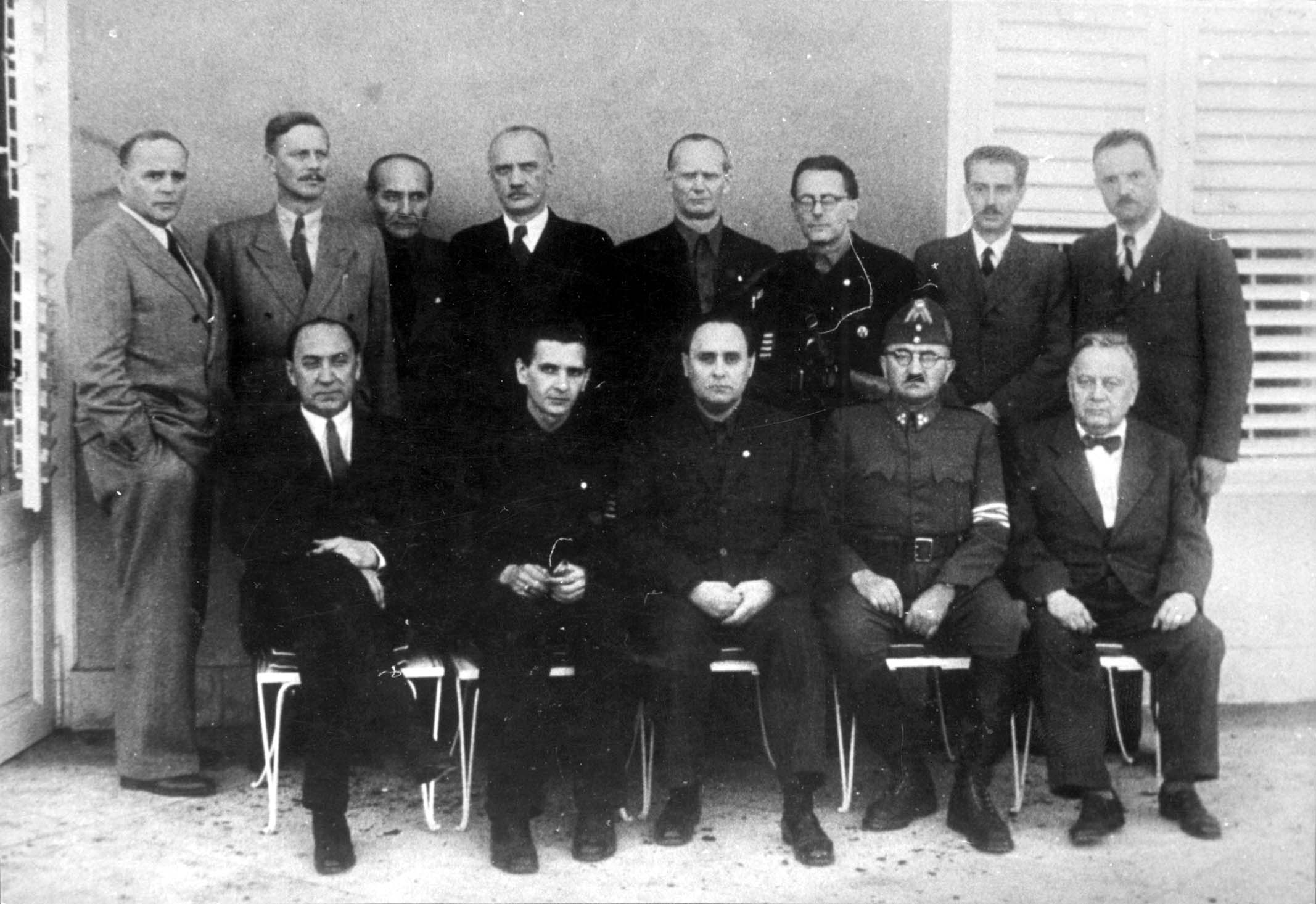
Szálasi (jos, centru) și membrii guvernului său

La 15 octombrie 1944, Ferenc Szálasi a devenit conducătorul unic totalitar al Ungariei, aceasta petrecându-se în acord cu voința Germaniei, iar Horthy a părăsit țara. A doua zi, Szálasi a format un guvern dictatorial de „unitate națională”. Szálasi a fost un promotor al Holocaustului, sub dictatura sa fiind executați în modul cel mai brutal și barbar 200.000 de evrei în scurtul răstimp de patru luni. Sute de evrei au fost împușcați pe malul Dunării din Budapesta și aruncați în fluviu. Căderea guvernului fascist al lui Szálasi a intervenit după 24 decembrie 1944, când în Ungaria au intrat trupe sovietice, române și bulgare.

## Szálasi după război
Ferenc Szálasi a fugit în Austria la 27 martie 1945. La 29 aprilie 1945 s-a căsătorit cu funcționara Gizella Lutz. La 5 mai 1945 armata americană l-a luat prizonier și la 3 octombrie 1945 l-a predat autorităților Ungariei. La 10 februarie 1946, Szálasi a fost judecat de un tribunal ungar sub învinuirea de genocid și condamnat la moarte. Execuția sa prin spânzurare a avut loc la 12 martie 1946.